# Lashibi
Lashibi é uma cidade na região da Grande Acra, no sudeste de Gana, perto da capital Acra. É o vigésimo maior assentamento de Gana, em termos de população: 78.539 pessoas.